# William Hay (4e comte de Kinnoull)
William Hay, 4e comte de Kinnoull (mort le 28 mars 1677) est un pair et soldat écossais, fidèle au roi Charles Ier. 

## Biographie
Il est le deuxième fils de George Hay (2e comte de Kinnoull) et Ann Douglas, fille de William Douglas (7e comte de Morton). Sa date de naissance n'est pas enregistrée, mais ses parents se marient en 1622 et son plus jeune frère, Pierre, est baptisé le 11 juin 1632. Son frère aîné, George, devient le troisième comte en 1644 après la mort de leur père .
Comme son frère, William est un partisan de Charles Ier et s'associe à James Graham (1er marquis de Montrose).
Il hérite du comté après la mort de son frère aîné sans descendance à la fin de 1649 ou au début de 1650. La date de la mort du troisième comte est incertaine, mais on pense que les écrits faisant référence au comte de Kinnoull au début de 1650 concernent William. Il est mentionné en mars 1650 comme étant arrivé aux Orcades avec un nouveau ravitaillement de troupes continentales pour la cause royaliste .
Charles Gordon, 1er comte d'Aboyne, écrit que Kinnoull accompagne Montrose après sa défaite à la bataille de Carbisdale en avril 1650, lorsqu'il est finalement capturé. Gordon écrit que Kinnoull « étant faible par manque de viande, et incapable d'aller plus loin, a été laissé là parmi les montagnes, où l'on supposait qu'il a péri. » .
Kinnoull échappe à la mort et continue à combattre pour la cause de Montrose après l'exécution de ce dernier en mai 1650. En décembre 1653, il est capturé près de Glamis et fait prisonnier au château d'Édimbourg. Avec quelques autres, le comte réussit à s'échapper en mai 1654.
Il s'associe à James Graham (2e marquis de Montrose), étant avec lui au combat au bois de Methven en juin 1654. Le 23 novembre, Kinnoull est à nouveau capturé et fait prisonnier au château d'Édimbourg, d'où il s'évade à nouveau .
À la mort de son cousin James Hay (2e comte de Carlisle) en 1660, Kinnoull hérite de la propriété de la Barbade, mais la vend à la Couronne en 1661 pour une pension.
Il épouse Mary Brudenell, fille de Robert Brudenell (2e comte de Cardigan). Elle est née le 7 janvier 1636, à Northampton, et décédée en 1665. Il se remarie à Catherine Cecil, fille de Charles Cecil, vicomte Cranborne. Ils ont deux fils, qui succèdent tous les deux à leur père : 
1. George Hay, 5e comte de Kinnoull (mort en 1687)
2. William Hay, 6e comte de Kinnoull (décédé le 10 mai 1709)

Il meurt le 28 mars 1677 et est enterré en mai dans l'Église de Waltham Abbey, Essex.